# John Glenn Beall
John Glenn Beall, född 19 juni 1927 i Cumberland, Maryland, död 24 mars 2006 i Cumberland, Maryland, var en amerikansk republikansk politiker. Han representerade delstaten Maryland i båda kamrarna av USA:s kongress, först i representanthuset 1969-1971 och sedan i senaten 1971-1977. Han var son till James Glenn Beall. Han kallades ofta J. Glenn Beall, Jr. trots att J. i hans fall stod för John, medan det i faderns namn stod för James.

## Biografi
Beall tjänstgjorde i USA:s flotta 1945-1946. Han utexaminerades 1950 från Yale University. Han var ledamot av Marylands delegathus 1962-1968.
Beall efterträdde 1969 Charles Mathias i USA:s representanthus. Han besegrade sittande senatorn Joseph Tydings i senatsvalet 1970 med 51% av rösterna mot 48% för Tydings. Beall ställde upp för omval i senatsvalet 1976 men förlorade klart mot utmanaren Paul Sarbanes. Beall kandiderade sedan utan framgång i guvernörsvalet i Maryland 1978.
Beall var anglikan och frimurare. Han gravsattes på begravingsplatsen Frostburg Memorial Park i Frostburg.